# Будинок Краснокутського
Будинок Краснокутського, так званий будинок Урюпіна — одноповерховий будинок у Харкові, найстаріша збережена житлова споруда міста. Пам'ятка архітектури та містобудування місцевого значення (охоронний № 7350-Ха). Часто помилково ототожнюється з будинком харківського міського голови Єгора Урюпіна.

## Історія

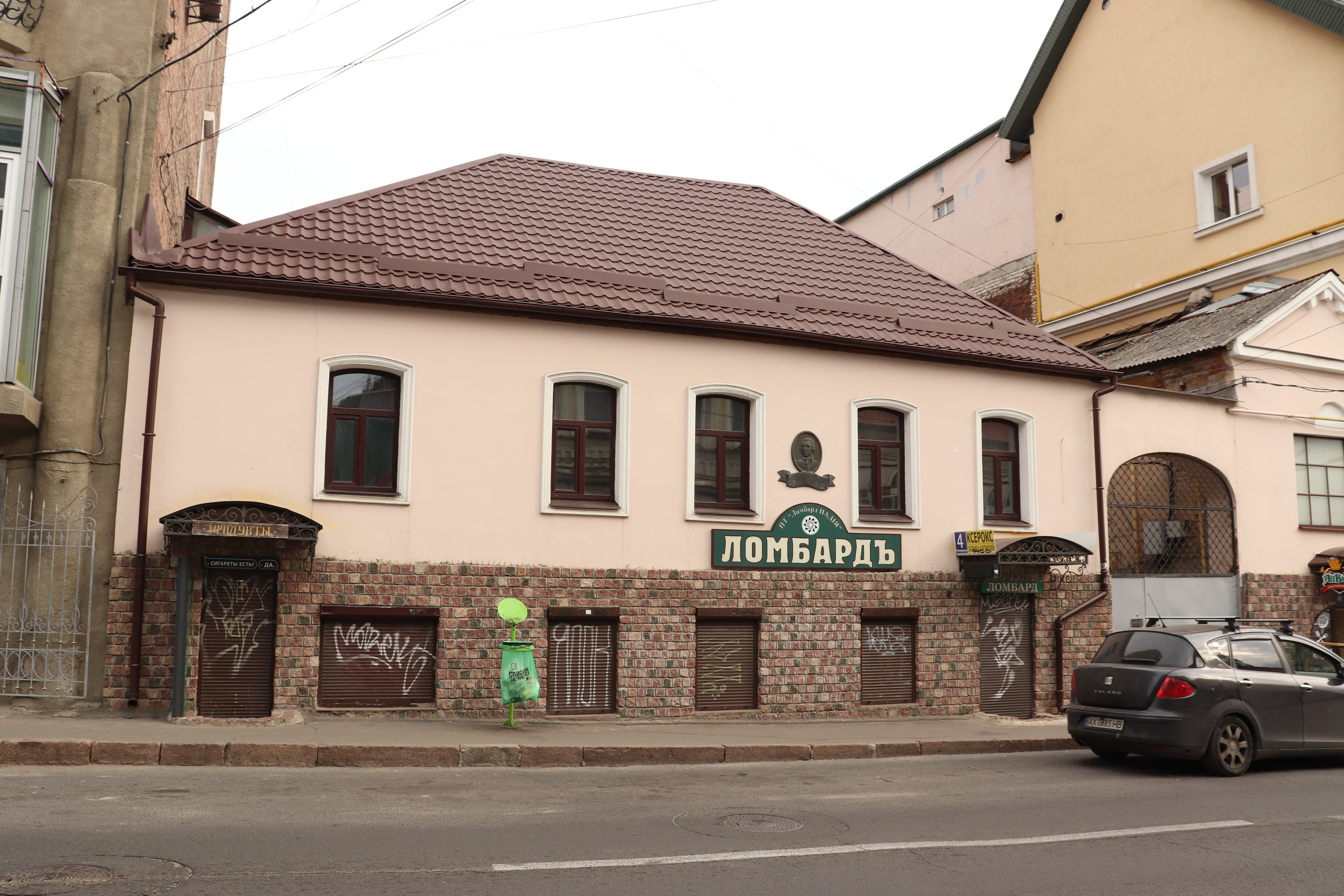
Сучасний стан будівлі

У 1733 році Єрофей Краснокутський пішов у відставку з посади значкового товариша Полтавського полку. Він переїхав до Харкова, де його син Олексій з 1718 року служив підпрапорщиком у Харківському слобідському козацькому полку. Єрофей придбав дворове місце біля сучасної вулиці Римарської, де збудував одноповерховий дерев'яний будинок. У другій половині XVIII століття син Олексія — Матвій Краснокутський, який здобув освіту в Харківському колегіумі і служив у легкокінному полку, побудував у 1790-х роках нову будівлю на землях свого діда. Підвал і перший поверх, де розміщувалися торгівельні приміщення, виконані з каменю, а другий житловий поверх — дерев'яний, із десятьма кімнатами на дві квартири. Пізніше він обкладений цеглою. Підвальні приміщення за площею значно перевищували житлові, і будинок обігрівався голландськими печами. Пізніше до будівлі зроблені прибудови.
З середини ХІХ століття будинок переходив у власність кількох родин: дворян Ковальських, спадкоємців купця Чикіна, а наприкінці століття — міщанки Толмачевої, а з 1902 року належав дружині дійсного статського радника Євгенії Кульчицькій. На початку XX століття тут вже було сім квартир і бакалійна крамниця в підвалі. Власниками у 1910–1920-х роках були різні особи, зокрема кандидат прав Матеуш Маркович Герценштейн і Перше Російське страхове товариство. Після початку радянської окупації у будинку в 1922 році було створено житловий кооператив № 132, де мешкало понад 30 осіб.
1998 року будівлю було передано Харківській виробничій майстерні. На початку 2000-х років нижню частину будівлі покрили керамічною плиткою, було розширено вікна, а також на будинку з'явилася значна кількість зовнішньої реклами.
20 серпня 2004 року під час святкування 350-річчя Харкова на фасаді будинку було встановлено меморіальну табличку на честь Єгора Урюпіна. Скульптор таблички — В. С. Кочмар.
31 травня 2018 року харківська міська рада ухвалила рішення встановити на фасаді будівлі пам'ятну меморіальну дошку на честь українського філософа Григорія Сковороди.
На воротах будівлі у 2023 році з'явилася робота харківського вуличного художника Гамлета Зиньковського.

### Помилкова ідентифікація
Протягом багатьох років у харківській історіографії домінувала думка, що будинок на Римарській, 4, належав у 1799—1805 роках харківському міському голові, купцю 3-ї гільдії Єгору Урюпіну. На фасаді будівлі також встановлена меморіальна дошка на його честь. Однак за дослідженнями харківського краєзнавця Андрія Парамонова, Урюпін не володів нерухомістю в цьому районі Харкова. Його справжній будинок знаходився за адресою Римарська, 8, у кам'яному будинку, збудованому на місці старої дерев'яної споруди пізніше.